# Konosuke Kusazumi
Konosuke Kusazumi (født 12. juli 2000) er en japansk fodboldspiller.
Han har spillet for flere forskellige klubber i sin karriere, herunder FC Tokyo.